# 吉田夕梨花
吉田 夕梨花（よしだ ゆりか、1993年7月7日 - ）は、日本のカーリング選手である。2018年平昌オリンピック銅メダリスト、2022年北京オリンピック銀メダリスト。チームメイトに、実姉の吉田知那美がいる。愛称は、「ゆり」。

## 人物
北海道常呂郡常呂町（現在の北見市常呂町）出身。母と姉がカーリングをやっていたことから自らも5歳の時にカーリングを始める。
2006年に北見市立常呂中学校に入学、2歳上の姉（吉田知那美）、姉の同級生だった小野寺佳歩・鈴木夕湖らと共に『常呂中学校ROBINS』を結成、2007年の第24回日本カーリング選手権では常呂中学校旋風を起こして3位に入賞。吉田はこの時13歳で当時の日本選手権最年少出場者でもあった。
2006年に公開されたカーリング映画『シムソンズ』に選手としてエキストラ出演する。
北海道常呂高等学校進学後、姉の知那美らと共にチーム常呂のメンバーとして第19回日本ジュニアカーリング選手権に出場して2位となる。高等学校2年次にはオリンピック選手の本橋麻里が北見で結成した『ロコ・ソラーレ（LS北見）』に参加した。
2012年に東海大学国際文化学部国際コミュニケーション学科へ進学し、学業と競技を両立させながらの活動を続ける。（2016年に同大学を卒業。）
2015年、LS北見のメンバーとして第25回パシフィックアジアカーリング選手権の日本代表決定戦で勝利し、カザフスタンのアルマトイで開催されたパシフィックアジアカーリング選手権本大会に日本代表として出場して中華人民共和国の10連覇を阻止して日本に2005年以来の優勝をもたらした。
2016年、LS北見のメンバーとして2月の第33回日本カーリング選手権で優勝し、世界女子カーリング選手権の日本代表に自動的に選出されると、3月の2016年世界女子カーリング選手権大会（カナダ スウィフトカレント・クレジット・ユニオン・イプレックス）では優勝決定戦まで勝ち上がり、スイスとの大会三度目の対決となった優勝決定戦では最終第10エンドまで死闘を演じながらわずかの差でスイスの前に敗れて準優勝となった。
2018年2月の平昌オリンピックに出場し、予選を4位で突破した。準決勝では開催国の韓国と対戦して敗れたがイギリスとの3位決定戦を制し、オリンピックで日本のカーリング史上初のメダルとなる銅メダルを獲得した。本大会で鈴木夕湖との力強いスイーパーズ・コンビは、主に海外の選手から畏敬の念をこめて「クレイジー・スイーパーズ」と呼ばれた。
平昌オリンピックでは試合中に明るく発する北海道方言の「そだねー」が大きな話題になり、「そだねージャパン」の愛称で呼ばれた。
2018年時点では北見市内の医療法人「美久会」に勤務している。同法人の理事長はLS北見のスポンサーのほか馬主としても著名な人物であり、平昌五輪後に自身の馬に「ソダネー」と命名した。
同年の日本ミックスダブルスカーリング選手権に協会推薦枠で男子五輪代表の両角友佑（SC軽井沢クラブ）とペアを組んで出場した。初戦で敗れるなど、苦戦の連続の中白星を重ねたが、最終戦で妹背牛協会に大逆転負けを喫し、ラウンドロビン敗退となった。
2020年の日本ミックスダブルスカーリング選手権では義兄の松村雄太（北海道コンサドーレ札幌）とペアを組んで決勝トーナメントに進出するものの準々決勝で敗れた。
オリンピック出場権のかかった2021年の日本カーリング選手権では北海道銀行フォルティウスに決勝で破れ、後日の代表決定戦に臨むこととなった。同年のミックスダブルスカーリング選手権では引き続き松村雄とペアを組み、ラウンドロビンではグループ3位となるもプレーオフを経て決勝トーナメントに進出し、決勝では前年優勝の松村千秋（中部電力カーリング部）・谷田康真（北海道コンサドーレ札幌）ペアを破って優勝。女子選手としては小笠原歩・藤澤五月・松村千秋に次いで4人目、リードの選手としては史上初となる（前記の3人はいずれもポジションはスキップもしくはサード）4人制・ミックスダブルスの日本選手権2階級制覇を達成。
2022年2月の北京オリンピックでは、決勝に進出するもイギリスに敗れ、前回平昌大会を上回る銀メダルを獲得した。
好きな食べ物は馬刺し。
2023年1月のグランドスラム・カナディアンオープンで、アジアのチームとして史上初となるグランドスラム優勝を果たした。
2023年2月の日本選手権で優勝し、ロコ・ソラーレとして初の連覇を達成した。
2024年5月18日に結婚を発表。相手は、スピードスケート選手の新濱立也。

## チーム

### 4人制女子
| シーズン | フォース       | サード     | セカンド   | リード     | リザーブ   | 主な大会                               |
| -------- | -------------- | ---------- | ---------- | ---------- | ---------- | -------------------------------------- |
| 2006–07  | 吉田知那美 (S) | 小野寺佳歩 | 吉田夕梨花 | 鈴木夕湖   |            |                                        |
| 2007–08  | 吉田知那美     | 小野寺佳歩 | 吉田夕梨花 | 鈴木夕湖   | 小笠原茉由 |                                        |
| 2008–09  | 吉田知那美     | 吉田夕梨花 | 小野寺佳歩 | 鈴木夕湖   | 小笠原茉由 |                                        |
| 2009–10  | 吉田知那美     | 吉田夕梨花 | 小野寺佳歩 | 鈴木夕湖   |            |                                        |
| 2011–12  | 本橋麻里       | 馬渕恵     | 鈴木夕湖   | 江田茜     | 吉田夕梨花 |                                        |
| 2012–13  | 本橋麻里       | 吉田夕梨花 | 馬渕恵     | 鈴木夕湖   |            |                                        |
| 2013–14  | 本橋麻里       | 吉田夕梨花 | 鈴木夕湖   | 馬渕恵     |            |                                        |
| 2014–15  | 本橋麻里       | 吉田知那美 | 鈴木夕湖   | 吉田夕梨花 | 馬渕恵     |                                        |
| 2015–16  | 藤澤五月       | 吉田知那美 | 鈴木夕湖   | 吉田夕梨花 | 石崎琴美   | PACC 2015                              |
| 2015–16  | 藤澤五月       | 吉田知那美 | 鈴木夕湖   | 吉田夕梨花 | 本橋麻里   | WWCC 2016                              |
| 2016–17  | 藤澤五月       | 吉田知那美 | 鈴木夕湖   | 吉田夕梨花 | 本橋麻里   | PACC 2016                              |
| 2016–17  | 藤澤五月       | 本橋麻里   | 吉田知那美 | 吉田夕梨花 | 鈴木夕湖   | AWG 2017                               |
| 2017–18  | 藤澤五月       | 吉田知那美 | 本橋麻里   | 吉田夕梨花 | 鈴木夕湖   | PACC 2017                              |
| 2017–18  | 藤澤五月       | 吉田知那美 | 鈴木夕湖   | 吉田夕梨花 | 本橋麻里   | OG 2018                                |
| 2018–19  | 藤澤五月       | 吉田知那美 | 鈴木夕湖   | 吉田夕梨花 | 石崎琴美   | PACC 2018                              |
| 2018–19  | 藤澤五月       | 吉田知那美 | 鈴木夕湖   | 吉田夕梨花 | JCC 2019   |                                        |
| 2019–20  | 藤澤五月       | 吉田知那美 | 鈴木夕湖   | 吉田夕梨花 |            | TC 2019                                |
| 2020–21  | 藤澤五月       | 吉田知那美 | 鈴木夕湖   | 吉田夕梨花 | 石崎琴美   | JCC 2021                               |
| 2021–22  | 藤澤五月       | 吉田知那美 | 鈴木夕湖   | 吉田夕梨花 | 石崎琴美   | JOCT 2021, OQE 2021, OG 2022, JCC 2022 |
| 2022–23  | 藤澤五月       | 吉田知那美 | 鈴木夕湖   | 吉田夕梨花 | 石崎琴美   | PCCC2022, JCC 2023                     |
| 2023–24  | 藤澤五月       | 吉田知那美 | 鈴木夕湖   | 吉田夕梨花 | 石崎琴美   | JCC 2024                               |
| 2024-25  | 藤澤五月       | 吉田知那美 | 鈴木夕湖   | 吉田夕梨花 |            | JCC 2025                               |

### ミックスダブルス
| シーズン | 女性       | 男性     | 主な大会               |
| -------- | ---------- | -------- | ---------------------- |
| 2017–18  | 吉田夕梨花 | 両角友佑 | JMDCC 2018             |
| 2019–20  | 吉田夕梨花 | 松村雄太 | JMDCC 2020             |
| 2020–21  | 吉田夕梨花 | 松村雄太 | JMDCC 2021・WMDCC 2021 |
| 2022–23  | 吉田夕梨花 | 松村雄太 | JMDCC 2023             |

## 戦績
| 大会                     | 大会                     | 06–07 | 07–08 | 08–09 | 09–10 | 10–11 | 11–12 | 12–13 | 13–14 | 14–15 | 15–16 | 16–17 | 17–18 | 18–19 | 19–20 | 20–21 | 21–22 | 22–23 | 23–24 |
| 4人制                    | 4人制                    | 4人制 | 4人制 | 4人制 | 4人制 | 4人制 | 4人制 | 4人制 | 4人制 | 4人制 | 4人制 | 4人制 | 4人制 | 4人制 | 4人制 | 4人制 | 4人制 | 4人制 | 4人制 |
| ------------------------ | ------------------------ | ----- | ----- | ----- | ----- | ----- | ----- | ----- | ----- | ----- | ----- | ----- | ----- | ----- | ----- | ----- | ----- | ----- | ----- |
| 冬季オリンピック         | 冬季オリンピック         |       |       |       |       |       |       |       |       |       |       |       | 3     |       |       |       | 2     |       |       |
| 世界選手権               | 世界選手権               |       |       |       |       |       |       |       |       |       | 2     |       |       |       | ×     |       |       |       |       |
| ワールドカップ           | 第1節                    |       |       |       |       |       |       |       |       |       |       |       |       | 4     |       |       |       |       |       |
| ワールドカップ           | 第2節                    |       |       |       |       |       |       |       |       |       |       |       |       | 1     |       |       |       |       |       |
| ワールドカップ           | 第3節                    |       |       |       |       |       |       |       |       |       |       |       |       |       |       |       |       |       |       |
| ワールドカップ           | 最終節                   |       |       |       |       |       |       |       |       |       |       |       |       | 4     |       |       |       |       |       |
| パシフィックアジア選手権 | パシフィックアジア選手権 |       |       |       |       |       |       |       |       |       | 1     | 3     | 2     | 2     |       | ×     |       |       |       |
| アジア冬季大会           | アジア冬季大会           |       |       |       |       |       |       |       |       |       |       | 3     |       |       |       |       |       |       |       |
| 日本選手権               | 日本選手権               | 3     | 5     | 6     |       | 3     | 2     | 4     | 3     | 2     | 1     | 2     |       | 2     | 1     | 2     | 1     | 1     | 4     |
| 北海道選手権             | 北海道選手権             | 1     | 3     | 2     |       | 1     | 2     | 2     | 1     | 1     |       |       |       |       |       |       |       |       |       |
| 日本ジュニア選手権       | 日本ジュニア選手権       |       |       | 3     |       | 2     |       |       |       |       |       |       |       |       |       |       |       |       |       |
| ミックスダブルス         |                          |       |       |       |       |       |       |       |       |       |       |       |       |       |       |       |       |       |       |
| 世界選手権               | 世界選手権               |       |       |       |       |       |       |       |       |       |       |       |       |       |       | 15    |       |       |       |
| 日本選手権               | 日本選手権               |       |       |       |       |       |       |       |       |       |       |       | Q     |       | 5T    | 1     |       | 3     |       |

### オリンピック
- 2018年平昌オリンピック： 銅メダル（LS北見／日本代表）
- 2022年北京オリンピック： 銀メダル（ロコ・ソラーレ／日本代表）

### 世界選手権
- 2016年世界女子カーリング選手権： 銀メダル（LS北見／日本代表）

### ワールドカップ
- カーリング・ワールドカップ（2018–19年シーズン第1節）：4位（ロコ・ソラーレ／日本代表）
- カーリング・ワールドカップ（2018–19年シーズン第2節）： 金メダル（ロコ・ソラーレ／日本代表）
- カーリング・ワールドカップ（2018–19年シーズン最終節）：4位（ロコ・ソラーレ／日本代表）

### パンコンチネンタル選手権
- 2022年パンコンチネンタルカーリング選手権： 金メダル（ロコ・ソラーレ／日本代表）

### パシフィックアジア選手権
- 2015年パシフィックアジアカーリング選手権： 金メダル（LS北見／日本代表）
- 2016年パシフィックアジアカーリング選手権： 銅メダル（LS北見／日本代表）
- 2017年パシフィックアジアカーリング選手権： 銀メダル（LS北見／日本代表）
- 2018年パシフィックアジアカーリング選手権： 銀メダル（ロコ・ソラーレ／日本代表）

### 日本選手権
- 第24回日本カーリング選手権（2007年）： 銅メダル（常呂中学校ROBINS）
- 第25回日本カーリング選手権（2008年）：5位（常呂JJ）
- 第26回日本カーリング選手権（2009年）：6位（チーム常呂）
- 第28回日本カーリング選手権（2011年）： 銅メダル（LS北見）
- 第29回日本カーリング選手権（2012年）： 銀メダル（LS北見）
- 第30回日本カーリング選手権（2013年）：4位（LS北見）
- 第31回日本カーリング選手権（2014年）： 銅メダル（LS北見）
- 第32回日本カーリング選手権（2015年）： 銀メダル（LS北見）
- 第33回日本カーリング選手権（2016年）： 金メダル（LS北見）
- 第34回日本カーリング選手権（2017年）： 銀メダル（LS北見）
- 第35回日本カーリング選手権（2018年）：不参加
- 第36回日本カーリング選手権（2019年）： 銀メダル（ロコ・ソラーレ）
- 第37回日本カーリング選手権（2020年）： 金メダル（ロコ・ソラーレ）
- 第38回日本カーリング選手権（2021年）： 銀メダル（ロコ・ソラーレ）
- 第39回日本カーリング選手権（2022年）： 金メダル（ロコ・ソラーレ）
- 第40回日本カーリング選手権（2023年）： 金メダル（ロコ・ソラーレ）
- 第41回日本カーリング選手権（2024年）：4位（ロコ・ソラーレ）

### ミックスダブルス
- 2021年世界ミックスダブルスカーリング選手権：15位（吉田・松村）
- 第11回日本ミックスダブルスカーリング選手権（2018年）：予選敗退（チーム吉田・両角）
- 第13回日本ミックスダブルスカーリング選手権（2020年）：ベスト8（吉田・松村）
- 第14回日本ミックスダブルスカーリング選手権（2021年）： 金メダル（吉田・松村）
- 第16回日本ミックスダブルスカーリング選手権（2023年）： 銅メダル（吉田・松村）

### ワールドカーリングツアー

#### グランドスラム
- 2016年チャンピオンズカップ：予選敗退（LS北見）
- 2018年プレーヤーズ選手権：ベスト8（LS北見）
- 2018年チャンピオンズカップ：予選敗退（LS北見）
- 2018年マスターズ：予選敗退（ロコ・ソラーレ）
- 2018年ナショナル：ベスト8（ロコ・ソラーレ）
- 2019年カナディアン・オープン：予選敗退（ロコ・ソラーレ）
- 2019年プレーヤーズ選手権：ベスト8（ロコ・ソラーレ）
- 2019年マスターズ：ベスト8（ロコ・ソラーレ）
- 2019年ツアーチャレンジ：ベスト4（ロコ・ソラーレ）
- 2020年カナディアン・オープン：ベスト4（ロコ・ソラーレ）
- 2021年チャンピオンズカップ：ベスト8（ロコ・ソラーレ）
- 2021年ナショナル：予選敗退（ロコ・ソラーレ）
- 2021年マスターズ：予選敗退（ロコ・ソラーレ）
- 2022年プレーヤーズ選手権：ベスト8（ロコ・ソラーレ）
- 2022年ナショナル：ベスト4（ロコ・ソラーレ）
- 2022年ツアーチャレンジ：予選敗退（ロコ・ソラーレ）
- 2022年マスターズ：予選敗退（ロコ・ソラーレ）
- 2023年カナディアン・オープン：優勝（ロコ・ソラーレ）

### その他

#### アジア冬季競技大会
- 2017年アジア冬季競技大会： 銅メダル（LS北見／日本代表）

#### 北海道選手権
- 第26回北海道カーリング選手権（2007年）： 金メダル（常呂中学校ROBINS）
- 第27回北海道カーリング選手権（2008年）： 銅メダル（常呂JJ）
- 第28回北海道カーリング選手権（2009年）： 金メダル（チーム常呂）
- 第30回北海道カーリング選手権（2011年）： 金メダル（LS北見）
- 第31回北海道カーリング選手権（2012年）： 銀メダル（LS北見）
- 第32回北海道カーリング選手権（2013年）： 銀メダル（LS北見）
- 第33回北海道カーリング選手権（2014年）： 金メダル（LS北見）
- 第34回北海道カーリング選手権（2015年）： 金メダル（LS北見）

#### ジュニア
- 第17回日本ジュニアカーリング選手権（2008年）： 銅メダル（常呂JJ）
- 第19回日本ジュニアカーリング選手権（2010年）： 銀メダル（チーム常呂）